# John William Atkinson

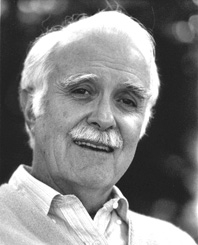
John William Atkinson

John William Atkinson, auch Jack Atkinson (* 31. Dezember 1923 in Jersey City, New Jersey; † 27. Oktober 2003 in Chelsea, Michigan) war ein US-amerikanischer Psychologe, der im Bereich der Verhaltens- und Motivationspsychologie forschte.

## Leben
Nach Absolvieren der Schulzeit in New Jersey wurde Atkinson 1944 in die Air Forces aufgenommen, wo er im Zweiten Weltkrieg als Ausbilder für den Instrumentenflug von B-25-Bombern eingesetzt wurde.
Nach dem Krieg schloss Atkinson 1947 das Psychologiestudium an der Wesleyan University mit dem Mastertitel ab. Seine Forschungstätigkeit wurde finanziell durch das Office of Naval Research unterstützt, die Promotion erfolgte 1950 an der University of Michigan, wo Atkinson während seiner ganzen Karriere tätig blieb.

## Lehre
Seine wissenschaftlichen Publikationen befassten sich vorwiegend mit Fragen der Motivation und des Verhaltens. Zur Leistungsmotivation (siehe Leistungsmotiv) unterscheidet Atkinsons Theorie einen intrinsischen (um Ihrer selbst willen) Anteil  und einen extrinsischen (Zusammenwirken von Hoffnung auf Erfolg und Furcht vor Misserfolg) Anteil.
Nach Atkinsons Risikowahl-Modell (1957) beeinflusst die „subjektive Erfolgswahrscheinlichkeit“, wie man sich verhält, wenn man die Möglichkeit hat, verschiedene Schwierigkeitsgrade zu wählen: Zu leichte und zu schwierige Aufgaben können kein Gefühl der Befriedigung oder Enttäuschung auslösen, die meisten Menschen wählen daher Aufgaben mit einem subjektiv mittleren Schwierigkeitsgrad. Hoch leistungsmotivierte Personen verhalten sich eher nach diesem Prinzip, sie wählen ein realistisches Anspruchsniveau, während niedrig leistungsmotivierte auch Aufgaben wählen, die zu einfach oder zu schwierig für sie sind, also Aufgaben auf einem unrealistischen Anspruchsniveau.
In späteren Schriften (1964) fasst Atkinson Leistungsmotivation als Ausgleich von Annäherungs- und Vermeidungstendenzen auf (ein Erwartung-mal-Wert-Modell). Ob man eine Leistung in Angriff nimmt oder nicht, hängt davon ab, ob „Hoffnung auf Erfolg“ (Folgegefühl Stolz) oder „Furcht vor Misserfolg“ (Folgegefühl Scham) überwiegt. Drei Faktoren beeinflussen die Tendenz, Erfolg anzustreben: das Erfolgsmotiv (eine Disposition), die intrinsische subjektive Erfolgswahrscheinlichkeit (situationsabhängige Variable, vgl. oben) und der extrinsische Erfolgsanreiz (situationsabhängige Variable). In Analogie wird die Tendenz, Misserfolg zu vermeiden, aus dem Misserfolgsmotiv, der subjektiven Misserfolgswahrscheinlichkeit und dem Misserfolgsanreiz erklärt.
Motivation = Motiv * Anreiz * Erfolgswahrscheinlichkeit

## Auszeichnungen
1975 wurde Atkinson in die American Academy of Arts and Sciences gewählt. 1979 erhielt er den Award for Distinguished Scientific Contributions, eine Auszeichnung für herausragende wissenschaftliche Leistungen der American Psychological Association APA.

## Werke
- Motivational determinants of risk-taking behavior. In: Psychological Review. 64, 1957, S. 359–372.
- mit David Birch: The dynamics of action. Wiley, New York 1970, ISBN 0-471-03624-2.
- mit Joel O. Raynor: Motivation and achievement. Winston, Washington (DC) 1974, ISBN 0-470-03626-5.
- An introduction to motivation Van Nostrand, New York 1964. Dt.: Einführung in die Motivationsforschung. Klett, Stuttgart 1975, ISBN 3-12-920210-2.
- Personality, Motivation, and Action: Selected Papers. Greenwood Publ. 1983 (=Centennial Psychology Series), ISBN 0-275-90937-9.
- mit Julius Kuhl: Motivation, Thought, and Action. Praeger, New York 1986 (=Praeger special studies), ISBN 0-275-92096-8.